# 磨製石器

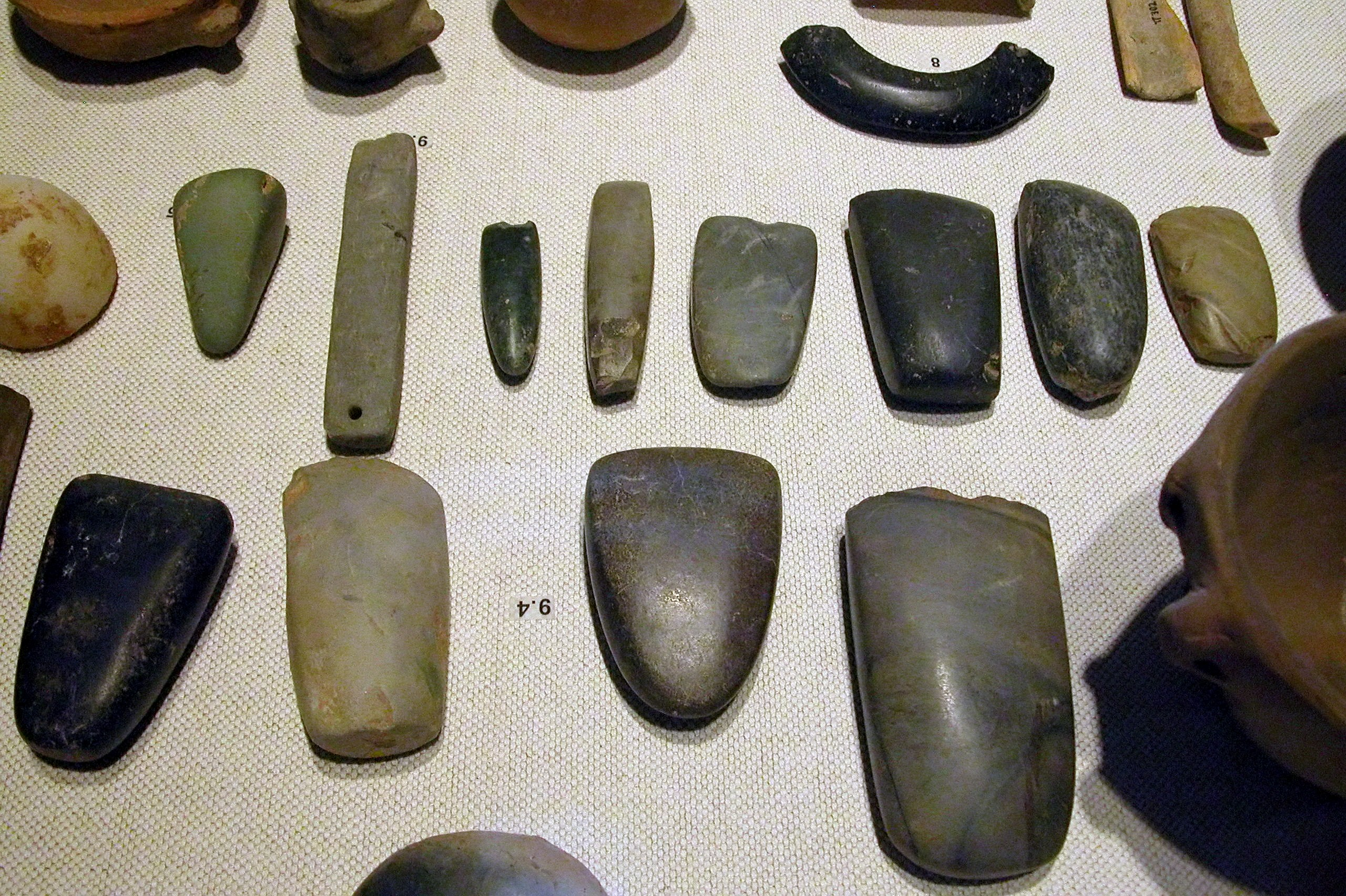
様々な磨製石器

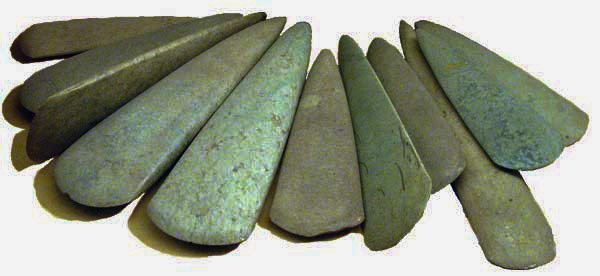
磨製石斧

磨製石器（ませいせっき、英: polished stone tool）とは、石材を砂と擦り合わせたり、他の石と擦り合わせたりする方法で、表面を滑らかに研磨加工した石器である。

## 概要
通常、石器は原料となる石材を他の石材や獣骨などで敲打（こうだ）したり剥離（はくり）したりして製作する（打製石器）。磨製石器はこのように製作した石器を、さらに砂や他の石で研磨することにより凹凸を極力なくした石器をさす。母材の石が緻密なほど表面はなめらかで鋭利となり、樹木伐採などに使用する場合でも何度も繰り返して使用できる。

## 種類
主な磨製石器（および磨製技法で製作される石製品）には、縄文時代の石皿・磨石・石斧（磨製石斧）・石錐・石包丁・石棒・石刀・石剣や、弥生時代の石剣（弥生時代）などがある。
- 石皿・磨石：調理の道具として利用された[1]。
- 石斧：樹木の伐採や土掘りの道具として利用された[1]。
- 石錐：木材や獣皮に穴をあけるドリルとして利用された[1]。
- 石包丁：調理用ではなく農耕用で刈り取りに利用された[1]。
- 石棒または石刀・石剣：縄文時代の石棒や、石刀・石剣の用途はよくわかっていないが呪術の道具あるいは宝器として利用されたと考えられている[1]。またこれとは別に弥生時代には、朝鮮半島から伝来し、武器として実戦で使用された石剣（磨製石剣）が存在する。

## 使用時期
磨製石器は新石器時代を代表する道具で、世界では一般的には約1万年前から使用されるようになる。
日本列島では、約4万～3万年前の後期旧石器時代初期に、打製技法で成形したのちに刃部（刃先）にのみ研磨をかけた局部磨製石斧が出現しており、これは磨製技法が使用された石器としては世界最古級のものとされている。
2000年（平成12年）時点で、これらは長野県上水内郡信濃町の野尻湖遺跡群（貫ノ木遺跡・日向林B遺跡など）から多数出土したほか、北海道から九州、奄美大島まで約135カ所の遺跡で約400点出土している。また「旧石器時代には打製石器のみが使用され、磨製石器は出現していない」とするこの時代の定義に見直しを迫る遺物として注目された。
日本列島で発見された斧形石器の刃部への研磨は、名実共に「磨製石斧」と呼べる形態を示す器種であった。世界の旧石器時代遺跡からの磨製石斧の発見例は少なく、オーストラリア大陸にやや集中して発見されているが、特殊で楕円形の扁平自然礫をそのまま打調を行わずに着柄部に溝が走り自然礫面と研磨痕は明瞭でなく、年代は2万年代を最古に、かなり新しい時期にも存続している。
これら日本列島の局部磨製石斧は、3～4万年前の旧石器時代前半代に集中し、同時代後半に入るころには突然消滅する。後の縄文時代草創期以降に出現する磨製石斧とは系統的な連続性を持たないという特徴があるが、その消滅の理由についてはよくわかっていない。
なお、この日本列島の旧石器時代である約4万年前から1万6千年前までは氷期で、約3万5千年ほど前は海水面は今より60メートルほど低く朝鮮海峡の幅は狭く、3万年ほど前にはさらに気温が一気に下がり海水面は現在より最高120メートル下がったとされ、1万9千年前から気温が回復したとされている。青森県の大平山元遺跡で発掘された石鏃は、縄文時代草創期の16500-15500年前のもので、これが石鏃としては世界最古（2017年時点）とされる。

## 技術
研磨の技法には擦切技法などがある。磨製石器の製作技術は非常に高いもので現代のシリコンウェハーや光学部品の研磨技術の基礎となっている。